# Trilobodesmus levequei
Trilobodesmus levequei är en mångfotingart som beskrevs av Sergei I. Golovatch och Jean-Paul Mauriès 2007. Trilobodesmus levequei ingår i släktet Trilobodesmus och familjen Fuhrmannodesmidae. Inga underarter finns listade i Catalogue of Life.